# Trevor Coates
Trevor Coates (* 1940) ist ein ehemaliger englischer Badmintonspieler. 

## Karriere
Trevor Coates wurde 1964 nationaler Meister in England, ein Jahr später Vizemeister. 1959 siegte er beim English Invitation Tournament und bei den Irish Open, 1960 bei den Scottish Open sowie 1961 noch einmal bei den Irish Open.